# Denis Irwin
Denis Joseph Irwin (ur. 31 października 1965 roku w Corku) – irlandzki piłkarz, obrońca.

## Kariera klubowa
Irwin rozpoczął karierę w 1983 roku dołączając do drużyny seniorów Leeds United. Trzy lata później, zmienił klub na Oldham United, by w 1990 roku zostać obrońcą Manchesteru United. Czerwone Diabły zapłaciły za 25-letniego wówczas Irlandczyka 650 tysięcy £. W czasie jego gry na Old Trafford Manchester wywalczył 15 trofeów. Początkowo grał na prawej stronie linii defensywnej, jednak po pierwszym sezonie w barwach United Alex Ferguson przeniósł go na lewą stronę. W swoim pięćsetnym meczu w barwach Manchester United założył opaskę kapitana. 12 maja 2002  rozegrał swój ostatni mecz jako zawodnik "Czerwonych Diabłów". Po sezonie, za darmo przeszedł do klubu, któremu kibicował od dziecka - Wolverhampton Wanderers, który wtedy grał w II lidze angielskiej. Miał wtedy 36 lat. Pomógł swojej nowej drużynie awansować do Premier League. Po zakończeniu sezonu 2003/04 zakończył karierę.

## Kariera reprezentacyjna
W reprezentacji Irlandii zadebiutował w 1991 roku. Po 8 latach miał już na koncie 56 występów i 4 gole. W styczniu 2000 ogłosił zakończenie kariery reprezentacyjnej. Z kolei w 1994 wziął udział w Mistrzostwach Świata w USA.